# Juha Hirvi
Juha Petter Hirvi, né le 25 mars 1960 à Kymi (aujourd'hui dans la municipalité de Kotka) en Kymenlaakso en Finlande, est un tireur finlandais.

## Palmarès

### Tir aux Jeux olympiques
- 1988, à Séoul,  Corée du Sud
  - 17e au Carabine 3x40 50 mètres.
  - 17e au Carabine 10 mètres.
  - 24e au Carabine 50 mètres tir couché.

- 1992, à Barcelone,  Espagne
  - 4e au Carabine 3x40 50 mètres.
  - 27e au Carabine 10 mètres.
  - 6e au Carabine 50 mètres tir couché.

- 1996, à Atlanta,  États-Unis
  - 13e au Carabine 3x40 50 mètres.
  - 15e au Carabine 10 mètres.
  - 42e au Carabine 50 mètres tir couché.

- 2000, à Sydney,  Australie
  -  Médaille d'argent au Carabine 3x40 50 mètres.
  - 18e au Carabine 10 mètres.
  - 25e au Carabine 50 mètres tir couché.

- 2004, à Athènes,  Grèce
  - 15e au Carabine 3x40 50 mètres.
  - 45e au Carabine 10 mètres.
  - 9e au Carabine 50 mètres tir couché.

- 2008, à Pékin,  Chine
  - 12e au Carabine 3x40 50 mètres.
  - 7e au Carabine 50 mètres tir couché.